# Rewind Forward
Rewind Forward es el cuarto EP del músico británico Ringo Starr, publicado el 13 de octubre de 2023. Incluye la canción "Feeling the Sunlight", compuesta por Paul McCartney.

## Lista de canciones
| N.º   | Título                 | Escritor(es)                    | Duración |  |
| 1.    | «Shadows on the Wall»  | Steve Lukather, Joseph Williams | 3:30     |  |
| 2.    | «Feeling the Sunlight» | Paul McCartney                  | 3:06     |  |
| 3.    | «Rewind Forward»       | Richard Starkey, Bruce Sugar    | 3:30     |  |
| 4.    | «Miss Jean»            | Mike Campbell, Benmont Tench    | 4:44     |  |
| 14:50 |                        |                                 |          |  |

## Personal
- Ringo Starr - voz, batería y percusión.
- Steve Lukather - guitarra (1)
- Joseph Williams - coros (1)
- Torrance Klein - bajo (1)
- Paul McCartney - bajo, guitarra, zither, teclados y coros (2)
- Bruce Sugar - teclados (3)
- Joe Walsh, Steve Dudas - guitarra (3)
- Kipp Lennon, Marky Lennon - coros (3)
- Matt Bissonette - bajo (3)
- Mike Campbell - guitarra y coros (4)
- Benmont Tench - piano (4)
- Lance Morrison - bajo (4)

## Posición en listas
| País                        | Posición |
| --------------------------- | -------- |
| Austria (Ö3 Austria)        | 64       |
| Japón (Billboard Japan)     | 67       |
| Suiza (Schweizer Hitparade) | 35       |